# Romelia Agüero
Romelia del Carmen Agüero Oviedo (n. 4 de noviembre de 1940 en Barquisimeto, Estado Lara) más conocida como Romelia Agüero es una actriz de televisión y doblaje, humorista y locutora venezolana. Reconocida por trabajar en los exitosos programas como: Plaza Sésamo (Televisa), Radio Rochela (RCTV) y Cásate y Verás (Venevision).

## Biografía
Egresada de la Universidad Central de Venezuela en Comunicación social, mención Audiovisual.

## Carrera
Romelia Agüero es conocida por sus interpretaciones en RCTV y por ser la madre del también Actor de doblaje Juan Carlos Vázquez, más conocido como Doña Griselda. En la televisión ha integrado el elenco de varias telenovelas, entre las que destacan Amargo silencio del canal Venezolana de Televisión y Gómez, La fiera, Residencia para señoritas, La dama de rosa, Cristal, Estefanía en RCTV. También ha aparecido en series de humor y comedia como Kiko Botones, El niño de papel, La pandilla de los siete y el más conocido de todos Radio Rochela de RCTV.

## Programas de humor
- Cásate y Verás
- Kiko Botones
- El niño de papel
- Radio Rochela
- La pandilla de los siete
- Plaza Sésamo

## Novelas y dramáticos
- 1960 Amargo silencio
- 1973 Raquel - Morela
- 1978 La fiera
- 1979 Estefanía - Belen Blanco
- 1983 Marta y Javier - Enfermera Marquez
- 1984 Azucena - Doña Rosalia
- 1985 Cristal - Cachita
- 1986 La dama de rosa - Doña Cleotilde Kebil
- 1988 Abigaíl - Doña Blanca Cabrera
- 1990 Anabel - Doña Josefina
- 1990 Gardenia - Asunción
- 1993 Dulce ilusión - Doña Gardenia Flores
- 1997 Todo por tu amor - Delfina
- 1997 Contra viento y marea - Crisálida Quintana
- 2002 Mambo y canela
- 2004 Sabor a ti
- 2011 Natalia del mar - Carmela Díaz
- 2011 El árbol de Gabriel - Lucrecia

## Reconocimientos
- Homenaje en Perú por Señó Manué (1979)
- Orden en 1ª Clase al Trabajo (1988)
- Orden Jacinto Lara
- Mara Internacional de Diamantes 2012, por 50 años de trayectoria.
- Ente muchos otros.